# Don Cowie
Donald Cowie (ur. 15 lutego 1983 w Inverness, Szkocja) – piłkarz występujący na pozycji skrzydłowego lub napastnika w Heart of Midlothian.